# Klackenbergia stricta
Klackenbergia stricta är en gentianaväxtart som först beskrevs av Schinz, och fick sitt nu gällande namn av Kissling. Klackenbergia stricta ingår i släktet Klackenbergia och familjen gentianaväxter. Inga underarter finns listade i Catalogue of Life.